# وارقة سولاوسية
وارقة سولاوسية (الاسم العلمي: Phyllium celebicum) هي نوع من الحشرات تتبع جنس الوارقة من فصيلة الوارقات.